# Eusucs
Els eusucs (Eusuchia) (gr. "cocodrils veritables") són un clade de crocodiliformes neosucs que aparegueren a la fi del període Cretaci. Totes les espècies actuals de cocodrils, al·ligators, gavials i caimans són eusucs, així com moltes formes extintes. A diferència dels crocodilomorfs primitius, els eusucs posseeixen un paladar secundari ossi. Aquesta característica els permet respirar amb seguretat a través dels orificis nasals mentre que la resta del cap incloent la boca segueix submergida.

## Taxonomia
Els eusucs inclouen les següents famílies:
- †Hylaeochampsidae

- †Aegyptosuchidae
- Gavialidae
- †Pristichampsidae
- Alligatoridae
- Crocodylidae